# Вратарёв, Александр Львович
Александр Львович Вратарёв (род. 29 июня 1936 года, Винница, Украинская ССР) — советский и украинский поэт, драматург, переводчик, автор песен.

## Биография
В 1966 году закончил Киевский инженерно-строительный институт (факультет теплогазоснабжения и вентиляции).
Известность получил в 1960-е годы благодаря стихам к эстрадным песням из спектаклей и мультфильмов.
Около 20-ти лет дружил с композитором Леонидом Вербицким, их песня «Идёт девчонка» (1965) в исполнении Юлии Пашковской стала всемирно известным шлягером, а песня «Дуэль» (1969) , известная под названием «Романс Натали», стала любимой многими поколениями.
Песни на его стихи пели Юрий Гуляев, Майя Кристалинская, Тамара Миансарова, Иосиф Кобзон, Юрий Богатиков, София Ротару, Людмила Гурченко, Николай Караченцов, Тамара Гвердцители, Валерий Леонтьев, Александр Малинин, Ани Лорак и многие другие.
Сейчас песни Вратарева есть в репертуаре популярных украинских исполнителей. уникальность творчества Вратарева заключается в том, что его песни не устаревают, а остаются актуальными, пополняясь все новыми хитами.
Эстрадные произведения Александра Вратарёва разнообразны, так как он работал со многими композиторами и их разные музыкальные манеры интерпретировали поэзию по-своему. Так, популярные песни написаны в соавторстве с композиторами Леонидом Вербицким, Владимиром Быстряковым, Романом Майоровым, Игорем Покладом, Александром Злотником и многими другими.
Популярная песня «Леди Гамильтон», которая написана известным киевским композитором Владимиром Быстряковым входит в репертуар Георгия Мельского, Александра Малинина и Николая Караченцова, в 1993 году была признана лучшей песней года. Кроме ипостаси поэта, имеющего лауреатство на многих международных конкурсах, Александр Вратарёв ещё переводчик и драматург. Его пьесы идут в театрах Украины и за рубежом.
Нашумевший мюзикл «Экватор», написанный в соавторстве с Александром Злотником, стал настоящей «кузницей талантов». В нём участвовали юные Тина Кароль, Василий Лазорович, Светлана Лобода, Юрий Ковальчук, Денис Барканов и др. Отдельная страница творчества — мультфильмы, его слова к песням исполняют множество мультипликационных героев, в том числе и Капитошка, и Петя Пяточкин.
Несмотря на обилие стихов первый поэтический сборник «Каштановый блюз» выпустил лишь к своему 70-летию.
Живёт и работает в Киеве.

## Творчество

### Книги
- 2006 — «Каштановый блюз»

### Избранные песни
- «На реке» (музыка Л. Вербицкий), исполняет Зинаида Невская
- «Идёт девчонка» (музыка Л. Вербицкий), исполняет Ю. Пашковская; Иосиф Кобзон
- «Натали» (музыка Л. Вербицкий), исполняет Л. Вербицкий
- «След на земле» (музыка Л. Вербицкий), исполняет Л. Вербицкий
- «Акварель» (музыка Р. Майоров), исполняет Анна Герман
- «Просто-напросто» (музыка Л. Вербицкий), исполняет Майя Кристалинская
- «Блюз капроновых чулок» (музыка В. Быстряков), исполняет Ольга Кормухина (а также Николай Караченцов)
- «Гори свеча» (музыка В. Быстряков), исполняет Александр Николаенко
- «Неприкаянный» (музыка В. Быстряков), исполняет Александр Малинин
- «Смейся, паяц!» (музыка В. Быстряков), исполняет Николай Караченцов
- «Опасная игра» (музыка В. Быстряков), исполняет Николай Караченцов
- «Леди Гамильтон» (музыка В. Быстряков), исполняет Николай Караченцов
- «Леди Жёлтый цвет» (музыка В. Быстряков), исполняет Николай Караченцов
- «Старый город в ритме дождя» (музыка В. Быстряков), исполняет Валерий Леонтьев
- «Почти забытый мотив» (музыка В. Быстряков), исполняет Валерий Леонтьев
- «Цирк возвращается» (музыка В. Быстряков), исполняет Валерий Леонтьев
- «Продавец шаров» (музыка В. Быстряков), исполняет София Ротару
- «Ты не Челентано» (музыка В. Быстряков), исполняют Наталья Рожкова и Евгений Паперный
- «Город Хайфа» (из фильма «Ехать — значит ехать…») (музыка В. Быстряков), исполняет Владимир Быстряков
- «Евреи, будьмо!» (из фильма «Ехать — значит ехать…») (музыка В. Быстряков), исполняет Георгий Мельский
- «Еврейская цыганочка» (из фильма «Ехать — значит ехать…») (музыка В. Быстряков), исполняет Лилия Гилева
- «Мама, я, кажется, влюбилась» (музыка В. Быстряков), исполняет Екатерина Семёнова
- «Птица-разлука» (из телесериала «Ефросинья») (музыка Олега Шака), исполняет Валерия
- «Человек дождя» (из телесериала «Родные люди») (музыка Олега Шака), исполняет Валерия
- «Шлёпали шлёпки» — (музыка В. Таран), исполняет Ольга Полякова

### Фильмография
- 1974 — Зелёная пилюля, музыка Л. Вербицкого
- 1977 — Весь мир в глазах твоих…, музыка И. Поклада
- 1979 — Расколотое небо, музыка В. Быстрякова
- 1983 — День везения
- 1984 — Как Петя Пяточкин слоников считал
- 1988 — Допрыгни до облачка
- 1989 — Возвращайся, Капитошка
- 1990 — Балаган
- 1990 — Деревянные человечки
- 2007 — Запорожец за дунаем
- Верный Руслан
- Красные башмачки